# Шмёквиц
Шмёквиц (нем. Schmöckwitz; произношение: [ˈʃmøːkvɪts] (слушать)о файле) — район (нем. ortsteil) Берлина, Германия, в округе Трептова-Кёпеника.

## История

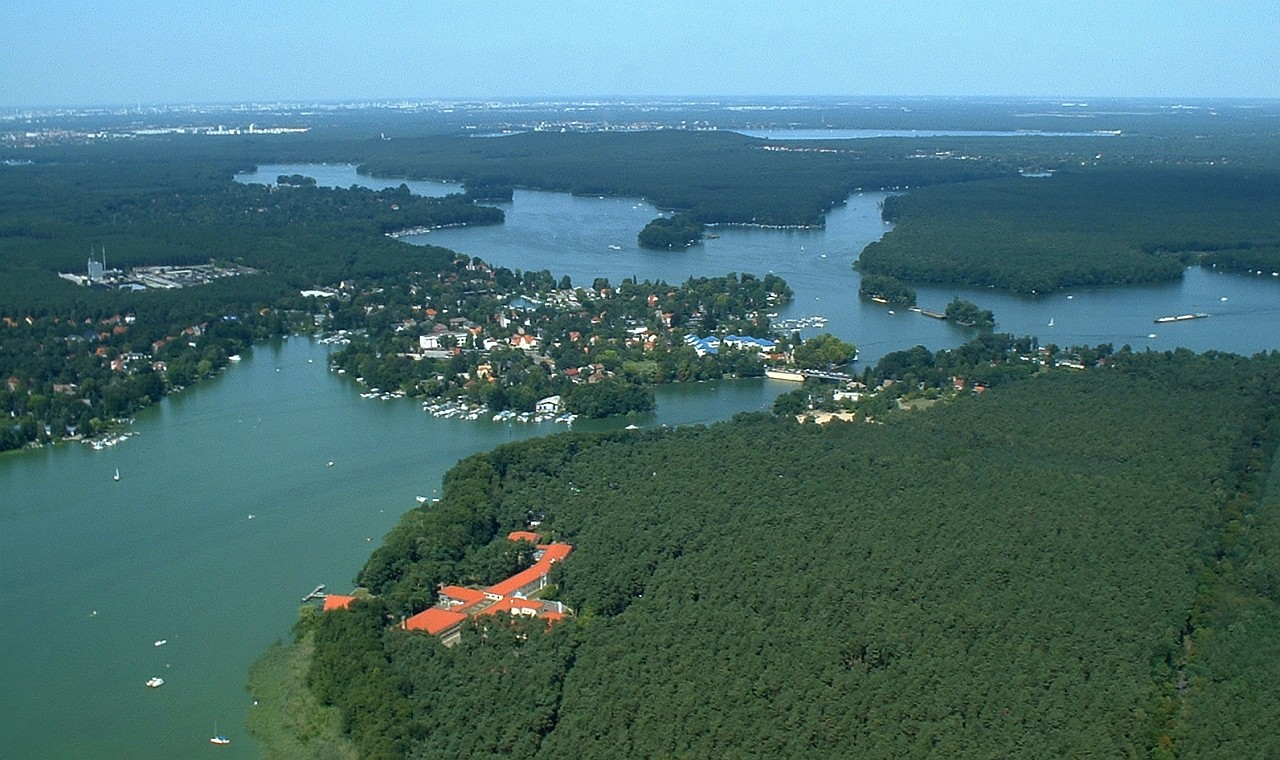
Вид на Шмёквиц с высоты птичьего полёта

В 1375 году был основан населённый пункт под названием Шмекевиц (нем. Smekewitz). В 1920 году он вошёл в состав Берлина под действием «Акта о Большом Берлине». С 1949 по 1990 год был частью Восточного Берлина, столицы ГДР.

## География
Шмёквиц расположен в юго-восточном пригороде Берлина. Он является самым южным населённым пунктом немецкой столицы, где находится её самая южная точка — на Раухфангсвердере, небольшом полуострове между озёрами Цойтенер Зее (на реке Даме) и Бо́льшим Цугом. Граничащие муниципалитеты: Гозен-Ной-Циттау (в округе Одер-Шпрее), Кёнигс-Вустерхаузен, Айхвальде и Цойтен. Все они находятся в районе Даме-Шпревальд. Граничащие с Берлином населённые пункты — Мюггельхайм и Грюнау.

## Галерея

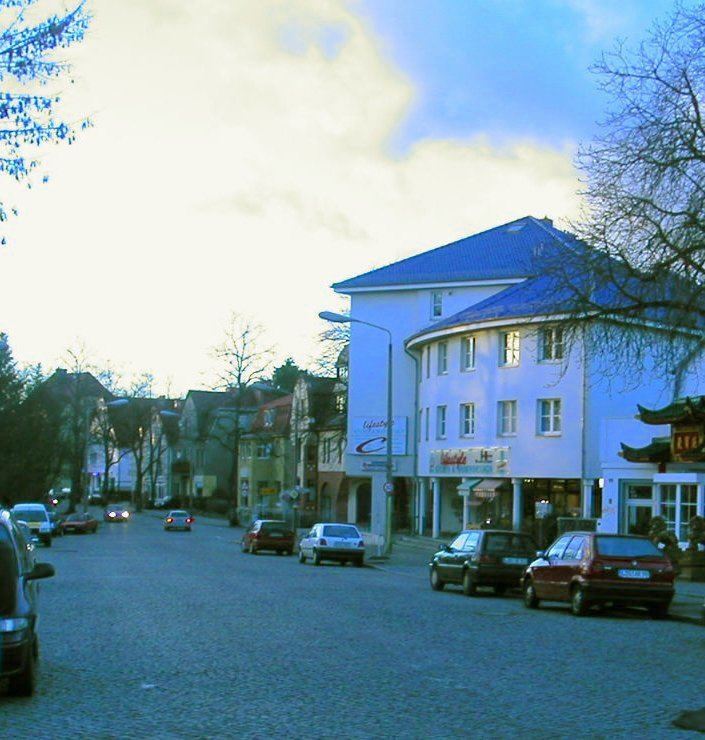
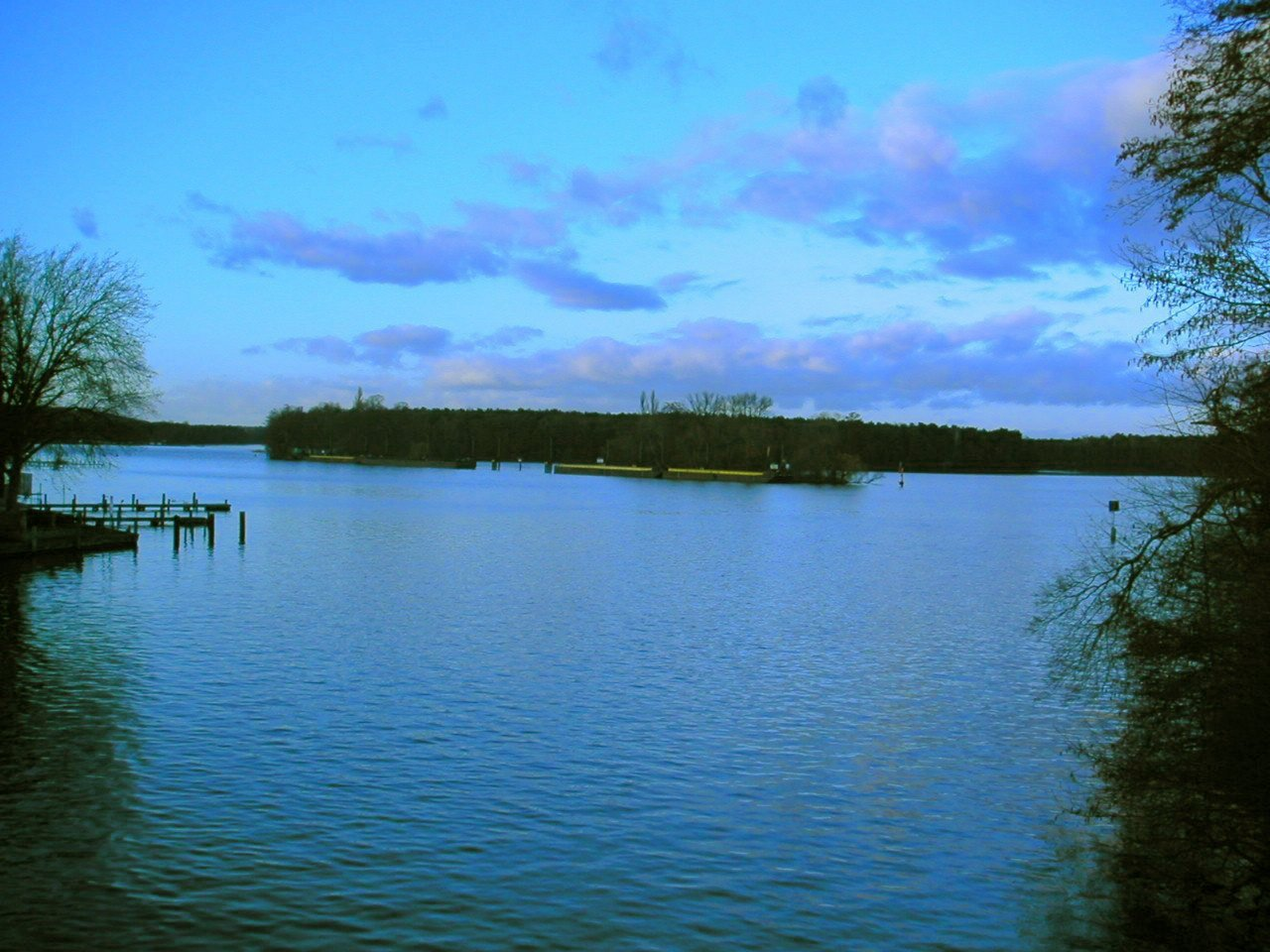
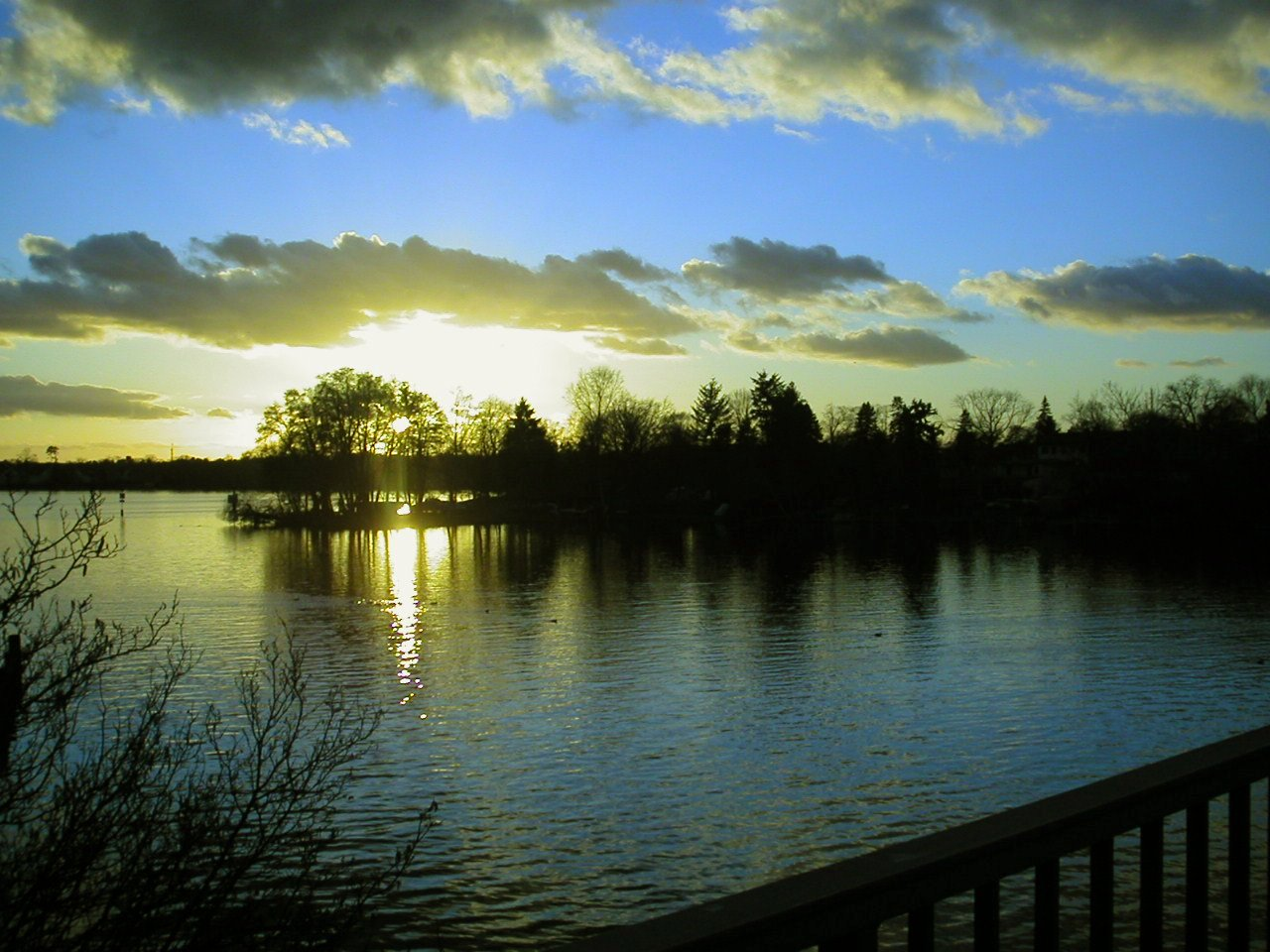
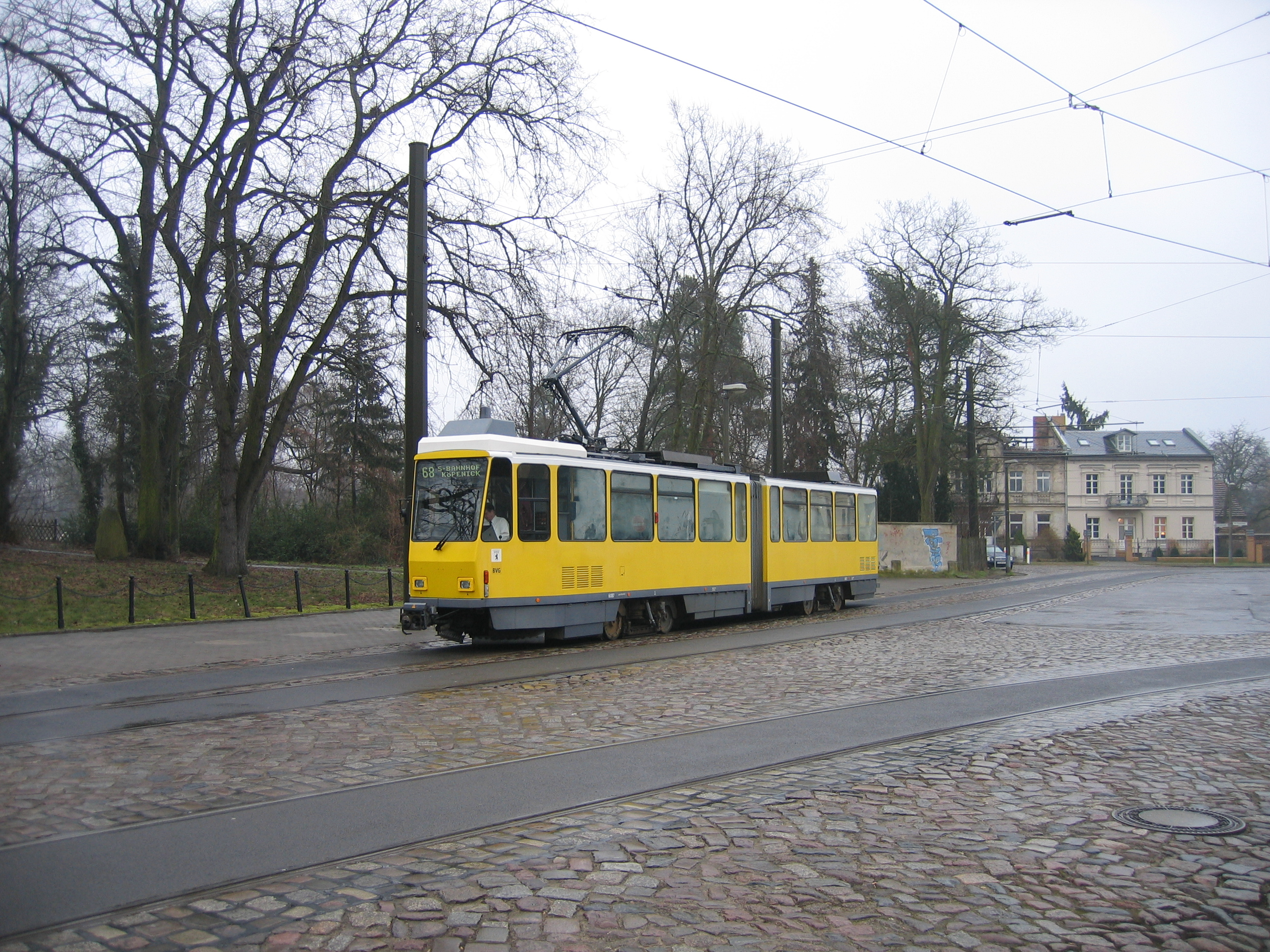
Шмёквицкий трамвай